# Canton de Nîmes-1
Le canton de Nîmes-1 est une division administrative du département du Gard, dans l'arrondissement de Nîmes.

## Histoire
Le canton de Nîmes-1 a été créé en 1801.
Il a été modifié par décret du 23 juillet 1973 à l'occasion de la création des cantons de Nîmes-IV et Nîmes-V.
Un nouveau découpage territorial du Gard entre en vigueur à l'occasion des élections départementales de mars 2015, défini par le décret du 24 février 2014, en application des lois du 17 mai 2013 (loi organique 2013-402 et loi 2013-403). Les conseillers départementaux sont, à compter de ces élections, élus au scrutin majoritaire binominal mixte. Les électeurs de chaque canton élisent au Conseil départemental, nouvelle appellation du Conseil général, deux membres de sexe différent, qui se présentent en binôme de candidats. Les conseillers départementaux sont élus pour 6 ans au scrutin binominal majoritaire à deux tours, l'accès au second tour nécessitant 12,5 % des inscrits au 1er tour. En outre la totalité des conseillers départementaux est renouvelée. Ce nouveau mode de scrutin nécessite un redécoupage des cantons dont le nombre est divisé par deux avec arrondi à l'unité impaire supérieure si ce nombre n'est pas entier impair, assorti de conditions de seuils minimaux. Dans le Gard, le nombre de cantons passe ainsi de 46 à 23.
Le nouveau canton de Nîmes-1 est formé d'une fraction de la commune de Nîmes. Le canton est entièrement inclus dans l'arrondissement de Nîmes. Le bureau centralisateur est situé à Nîmes.

## Représentation

### Juges de paix
| Période | Période      | Identité                      | Fonction précédente                            | Observation |
| ------- | ------------ | ----------------------------- | ---------------------------------------------- | ----------- |
| 1797    | 1816         | Étienne Renouard              | Négociant                                      | -           |
| 1816    | 1828         | Louis Aubanel                 | Capitaine d'état major                         | -           |
| 1828    | 1840         | Jean Cassagnes                | Juge de paix du canton de Saint-Mamert-du-Gard | -           |
| 1840    | 1841 (décès) | Béchard-Durand                | Ancien avoué                                   | -           |
| 1841    | 1848         | Amédée Baragnon               | Avoué près la cour royale de Nîmes             | -           |
| 1848    | 1857         | Béchard-Lacapelle             | Juge suppléant au tribunal civil de Nîmes      | -           |
| 1857    | 1871         | Augustin Jean-Baptiste Bardin | Avoué près le Tribunal civil de Nîmes          | -           |
| 1871    | 1874         | Eugène Bolze                  | Bâtonnier de l'ordre des avocats de Nîmes      | -           |
| 1874    | 1877         | Auguste de Taillas            | Juge de paix du canton d'Alès-Sud-Est          | -           |
| 1877    | 1887         | Charles de Combret            | Juge de paix du canton d'Aubenas               | -           |
| 1887    | 1895         | Jean Buis                     | Juge de paix du canton de Riom-Ouest           | -           |
| 1895    | 1904         | Paul Poulle                   | Juge de paix du canton d'Alès-Sud-Est          | -           |
| 1904    | 1910 (décès) | Clément Auzière               | Juge de paix du canton du Vigan                | -           |
| 1910    | 1917         | Charles Madaune               | Avocat                                         | -           |
| 1917    | 1922         | Paul Sagnes                   | Juge de paix du canton d'Alès-Sud-Est          | -           |
| 1923    | 1925         | Adrien Leroux                 | Juge de paix du canton de Cherbourg            | -           |
| 1925    | 1934         | François Gleizes              | Juge de paix du canton d'Angers-Sud            | -           |
| 1935    | 1937         | Émile Gaussorgues             | Juge de paix du canton de Vienne-Sud           | -           |
| 1937    | 1945         | Paul Lavigne                  | Juge de paix du canton de Valence              | -           |
| 1945    | 1952         | Alexandre Martin              | Juge de paix du canton de Noisy-le-Sec         | -           |
| 1952    | 1956         | Roger Choquin                 | Juge de paix du canton de Crémieu              | -           |
| 1956    | 1958         | Maxime Germain                | Juge de paix du canton de Marseille-2          | -           |

### Conseillers d'arrondissement
| Période                                  | Période          | Identité            | Étiquette                                  | Qualité                                                                                       |
| ---------------------------------------- | ---------------- | ------------------- | ------------------------------------------ | --------------------------------------------------------------------------------------------- |
| 1833                                     | 1842             | Casimir Boissier    |                                            | Pasteur, licencié en droit, propriétaire, conseiller municipal de Nîmes                       |
| 1842                                     | 1848             | Agricol Liotard     |                                            | Professeur de mathématique, directeur de pensionnat, conservateur de la bibliothèque de Nîmes |
| 1848                                     | 1852             | Achille Grelleau    |                                            | Avocat puis magistrat, maire de Garons                                                        |
| 1852                                     | 1864             | Ferdinand Soustelle |                                            | Propriétaire, gérant du journal L'Opinion du Midi, Nîmes                                      |
| 1864                                     | 1870             | Jean-Louis Combet   | Opposition                                 | Médecin à Nîmes                                                                               |
| 1870                                     | 1879             | Étienne Delon       | Républicain                                | Négociant à Nîmes, Président du conseil d'arrondissement                                      |
| 1879                                     | 1884             | Émile Defferre      | Radical                                    | Pharmacien de première classe, membre de la commission municipale d'hygiène, Nîmes            |
| 1884                                     | 1888 (démission) | Eugène Carrière     | Radical                                    | Comptable                                                                                     |
| 1888                                     | 1889             | Charles Mathieu     |                                            | Premier adjoint au maire de Nîmes, trésorier de la Caisse des écoles                          |
| 1889                                     |                  | Georges Boulanger   | Boulangiste                                | Général élection annulée                                                                      |
| 1889                                     | 1895             | Numa Charaix        | Anti-boulangiste                           | Employé, adjoint au maire de Nîmes                                                            |
| 1895                                     | 1907             | Jules Barandon      | Opportuniste puis Républicain progressiste | Négociant à Nîmes                                                                             |
| 1907                                     | 1912             | Paul Villaret       | Républicain-RG                             | Industriel, conseiller municipal de Nîmes                                                     |
| 1913                                     | 1919             | Albert Astier       | SFIO                                       | Conseiller municipal de Nîmes (1908-1919 et 1925-1937)                                        |
| 1919                                     | 1940             | Adrien Angelras     | Radical tendance Pelletan                  | Propriétaire viticulteur à Saint-Césaire Président du Conseil d'arrondissement                |
| Les données manquantes sont à compléter. |                  |                     |                                            |                                                                                               |

### Conseillers généraux
| Période                                  | Période                   | Identité                                       | Étiquette           | Qualité |
| ---------------------------------------- | ------------------------- | ---------------------------------------------- | ------------------- | --- |
| 1833                                     | 1842                      | Claude Jalaguier-Plantier                      |                     | Propriétaire à Nîmes |
| 1842                                     | 1848                      | Jean Tur (1787-1865)                           |                     | Propriétaire, négociant, rentier Conseiller municipal de Nîmes |
| 1848                                     | 1852                      | Prosper Nègre-Bergeron (1799-1879)             |                     | Négociant et banquier à Nîmes Capitaine d'artillerie dans la Garde Nationale                                                                                             |
| 1852                                     | 1854 (décès)              | Frédéric Vidal                                 |                     | Maire de Nîmes (1852-1854) |
| 1856                                     | 1865                      | Philippe Pérouse                               | Majorité dynastique | Propriétaire à Nîmes Maire de Saint-Gilles puis de Nîmes Député (1857-1863)                                                                                              |
| 1865                                     | 1871                      | Louis Laget                                    | Républicain         | Avocat à Nîmes Député (1871-1876) - Sénateur (1876-1882) Président du conseil général (1871-1874) - Elu en 1871 dans le Canton de Saint-Hippolyte-du-Fort                |
| 1871                                     | 1874                      | Pierre Costecale                               | Républicain         | Marchand à Nîmes |
| 1874                                     | 1876 (décès)              | Elisée Drouillon                               | Républicain radical | Ingénieur civil, Président du Tribunal de commerce de Nîmes |
| 1876                                     | 1882 (décès)              | Marcellin Meynard-Auquier                      | Républicain         | Négociant à Nîmes |
| 1882                                     | 1912 (décès)              | Gaston Maruéjol                                | Républicain         | Avocat, maire de Nîmes (1885-1888) |
| 1912                                     | 1919                      | Paul Villaret                                  | RG                  | Industriel, conseiller municipal de Nîmes, conseiller d'arrondissement                                                                                                   |
| 1919                                     | 1937 (décès)              | Albert Astier                                  | SFIO                | Conseiller municipal de Nîmes (1908-1919 et 1925-1937), conseiller d'arrondissement                                                                                      |
| 1937                                     | 1941 (démission d'office) | Louis Bieau                                    | SFIO                | Receveur des hospices à Nîmes Révoqué par le Gouvernement de Vichy |
|                                          |                           |                                                |                     | |
| 1945                                     | 1949                      | Jules Monleau                                  | PCF                 | Instituteur Conseiller municipal de Nîmes |
| 1949                                     | 1955                      | Gustave Rambaud                                | RPF puis RS         | Ingénieur des Mines Adjoint au maire de Nîmes |
| 1955                                     | 1967                      | Pierre Brugueirolle (1905-1989)                | SFIO                | Pharmacien Adjoint au maire de Nîmes, député-suppléant de Georges Dayan (1967-1968) Elu en 1973 dans le Canton de Saint-André-de-Valborgne                               |
| 1967                                     | 1973                      | Émile Jourdan                                  | PCF                 | Ancien mineur Maire de Nîmes (1965-1983) Député (1973-1986) |
| 1973                                     | 1982                      | Maurice Fayet                                  | PCF                 | Métallurgiste Adjoint au maire de Nîmes |
| 1982                                     | 1988                      | François Brugueirolle (fils de P.Brugueirolle) | PS                  | Pharmacien, conseiller municipal de Nîmes |
| 1988                                     | 2008 (démission)          | Jean-Paul Fournier                             | RPR puis UMP        | Chef d'entreprise Sénateur (2008-2017) Maire de Nîmes depuis 2001 Conseiller régional (1986-2001) Président de la communauté d’agglomération Nîmes Métropole (2002-2014) |
| 2008                                     | 2015                      | Marie-Chantal Barbusse                         | UMP                 | Commerçante Adjointe au maire de Nîmes |
| Les données manquantes sont à compléter. |                           |                                                |                     | |

#### Résultats électoraux

##### Élection cantonale partielle de 2008
1er tour :
- Marie-Pierre Mercier (PRG) : 3,47 %[31]
- Évelyne Ruty (FN) : 5,41 %
- Élisabeth Piq (LV) : 5,97 %
- Éric Firoud (MoDem) : 12,39 %
- Corinne Giacometti (PS) : 14,94 %
- Sylvette Fayet (PCF) : 15,70 %
- Marie-Chantal Barbusse (UMP) : 42,13 %

2e tour :
- Sylvette Fayet (PCF) : 41,80 %
- Marie-Chantal Barbusse (UMP) : 58,20 %

### Conseillers départementaux
| Période élective | Période élective | Mandat | Mandat   | Identité               | Nuance | Nuance | Qualité |
| ---------------- | ---------------- | ------ | -------- | ---------------------- | ------ | ------ | --- |
| 2015             | 2021             | 2015   | 2021     | Marie-Chantal Barbusse |        | LR     | Commerçante Adjointe au maire de Nîmes depuis 2008                                                                                       |
| 2015             | 2021             | 2015   | 2021     | Thierry Procida        |        | UDI    | Chef d'entreprise Adjoint au maire de Nîmes (2014-2020), conseiller municipal depuis 2020 Ancien conseiller général du Canton de Nîmes-2 |
| 2021             | 2028             | 2021   | en cours | Julien Plantier        |        | LR     | Avocat, Docteur en droit, Premier adjoint au maire de Nîmes                                                                              |
| 2021             | 2028             | 2021   | en cours | Sophie Roulle          |        | LR     | Architecte, adjointe au maire de Nîmes                                                                                                   |

### Résultats détaillés

#### Élections de mars 2015
À l'issue du 1er tour des élections départementales de 2015, deux binômes sont en ballottage : Marie-Chantal Barbusse et Thierry Procida (Union de la Droite, 33,62 %) et Henriette Doyen et Peter Sterligov (FN, 27,53 %). Le taux de participation est de 53,53 % (13 875 votants sur 25 918 inscrits) contre 53,96 % au niveau départemental et 50,17 % au niveau national.
Au second tour, Marie-Chantal Barbusse et Thierry Procida (Union de la Droite) sont élus avec 66,51 % des suffrages exprimés et un taux de participation de 53,04 % (8 119 voix pour 13 746 votants et 25 917 inscrits).

#### Élections de juin 2021
Le premier tour des élections départementales de 2021 est marqué par un très faible taux de participation (33,26 % au niveau national). Dans le canton de Nîmes-1, ce taux de participation est de 33,58 % (8 939 votants sur 26 617 inscrits) contre 33,46 % au niveau départemental. À l'issue de ce premier tour, deux binômes sont en ballottage : Julien Plantier et Sophie Roulle (LR, 31,96 %) et Marianne Bernede et Bruno Vasa (Union à gauche avec des écologistes, 30,89 %).
Le second tour des élections est marqué une nouvelle fois par une abstention massive équivalente au premier tour. Les taux de participation sont de 34,36 % au niveau national, 34,93 % dans le département et 34,77 % dans le canton de Nîmes-1. Julien Plantier et Sophie Roulle (LR) sont élus avec 58,15 % des suffrages exprimés (4 962 voix pour 9 257 votants et 26 620 inscrits),,.

## Composition

### Composition de 1973 à 2015
Lors du remodelage de 1973, le canton de Nîmes-I se composait de la portion de territoire de la ville de Nîmes déterminée en partant de la place des Arènes par l'axe des voies ci-après : rue de la République, rue Dhuoda, place Séverine, avenue de Verdun, avenue Kennedy, avenue des Arts, rue Archimède, chemin de Valdegour, boulevard périphérique Ouest, avenue Kennedy prolongée, chemin départemental n° 40 (jusqu'à la limite de Nîmes), la limite séparant la commune de Nîmes des communes de Caveirac, Parignargues, Gajan, La Rouvière et La Calmette, route nationale n° 106, chemin du Mas-de-Balan, chemin de la Lampèze, rue de la Porte-Cancière prolongée, rue de la Lampeze, rue Clérisseau, rue du Fort, rue du Grand-Couvent, rue du Général-Perrier, rue de la Maison-Carrée, rue de l'Étoile, rue Saint-Antoine et boulevard des Arènes (à l'Ouest de celles-ci).
Il incluait les quartiers suivants :
- La Placette ;
- Les Hauts-de-Nîmes ;
- Quartier d’Espagne ;
- Montaury ;
- Allées Jean Jaurès ;
- Route de Sauve ;
- Castanet ;
- Vacquerolles ;
- Villeverte ;
- La Cigale ;
- Carémeau ;
- L’Eau Bouillie ;
- Le Saut-du-Lièvre ;
- Carreau de Lanes.

### Composition à partir de 2015
| Nom                           | Code Insee | Intercommunalité   | Superficie (km2) | Population (dernière pop. légale)                 | Densité (hab./km2) | Modifier                                    |
| ----------------------------- | ---------- | ------------------ | ---------------- | ------------------------------------------------- | ------------------ | ------------------------------------------- |
| Nîmes (bureau centralisateur) | 30189      | CA Nîmes Métropole | 161,85           | Fraction : 38 727 (2022) Commune : 150 444 (2022) | 930                | modifier les données · modifier les données |
| Canton de Nîmes-1             | 3010       |                    |                  | 38 727 (2022)                                     |                    | modifier les données                        |

Le nouveau canton de Nîmes-1 comprend comprend la partie de la commune de Nîmes située au nord et à l'ouest d'une ligne définie par l'axe des voies et limites suivantes : depuis la limite territoriale de la commune de Caveirac, chemin de Cante-Perdrix prolongé en ligne droite jusqu'au chemin Jules-Lissajous et à la rue Louis-Proust, rue de l'Avocette, traverse de Tadorne, rue Vatel, avenue Kennedy, rue du Professeur-Robert-Debré, rue de la Chaufferie, boulevard des Français-Libres, chemin de Valdegour, rue Archimède, impasse Archimède, rue Max-Raphel, rue Guy-Arnaud, rue Archimède, rue Galilée, rue Thalès, place Thalès, rue Thalès, rue Gilles-Roberval, avenue Kennedy, rue de Verdun, place Séverine, rue François-Ier, rue Henri-Bataille, place Hubert-Rouger, rue Ernest-Renan, rue Fernand-Pelloutier, rue Benoît-Malon, rue des Chassaintes, rue Bernard-Lazare, rue Rabaut-Saint-Étienne, place Aristide-Briand, pont de Vierne, quai de la Fontaine, rue Pasteur, rue de la Tour-Magne, rue des Bénédictins, rue Rouget-de-Lisle, rue d'Albénas, rue de la Lampèze, rue Vincens, rue Vaissette, place du Docteur-Cantaloube, rue de la Faïence, rue de la Garrigue, rue des Trois-Fontaines, rue Demians, impasse Demians, ligne de chemin de fer, rue Pitot, rue Pitot-Prolongée, rue Ambroise-Croizat, route d'Uzès, rue des Trois-Ponts, chemin du Puits-de-Brunel, chemin de Font-Baumettes, chemin de la Calmette, route d'Uzès, jusqu'à la limite territoriale de la commune de Sainte-Anastasie.

## Patrimoine

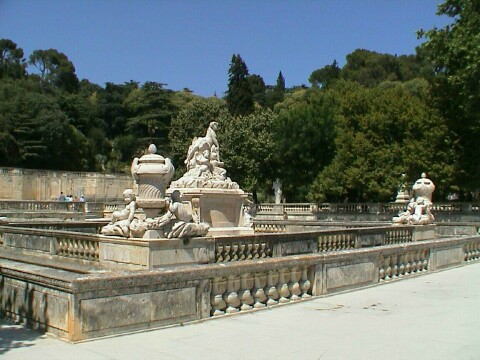
Les jardins de la Fontaine
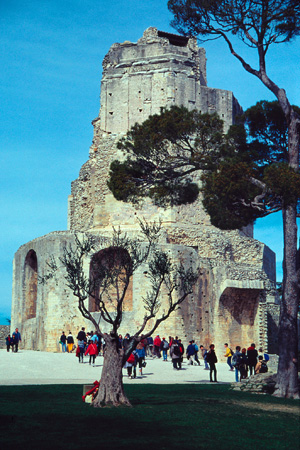
La tour Magne

## Démographie

### Démographie avant 2015
| 1962 | 1968 | 1975 | 1982 | 1990   | 1999   | 2006   | 2011   | 2012   |
| ---- | ---- | ---- | ---- | ------ | ------ | ------ | ------ | ------ |
| -    | -    | -    | -    | 25 632 | 29 684 | 32 947 | 32 180 | 32 825 |

### Démographie depuis 2015
En 2022, le canton comptait 38 727 habitants, en évolution de +4,5 % par rapport à 2016 (Gard : +2,97 %, France hors Mayotte : +2,11 %).
| 2013   | 2018   | 2022   |
| ------ | ------ | ------ |
| 37 755 | 36 773 | 38 727 |